# Lua Blanco
Lua Maria Blanco (São Paulo, 5 de marzo de 1987) es una actriz, cantante, compositora, vloguera, conductora y, ocasionalmente, modelo brasileña. Fue protagonista de la telenovela Rebelde Rio (versión brasileña de la telenovela argentina Rebelde Way) pero ya participó de las telenovelas Três Irmãs y Malhação. Actualmente es Anita en la telenovela A Força do Querer de la Rede Globo.

## Biografía
Lua Blanco nació en São Paulo pero radica actualmente en Río de Janeiro. Fue criada en una gran familia de músicos, es hija de Billy Blanco Jr. (músico) junto con María Claudia Blanco (profesora de inglés) y nieta de Billy Blanco icono de Bossa Nova. Es la segunda de seis hermanos, el mayor Pedro Sol y los menores Ana Terra, Estrela Blanco, Daniel Céu y Marisol.
Fue alfabetizada en inglés y portugués por su mamá, por causa de música y proyectos sociales de sus padres se mudaban con frecuencia llegando a vivir dos años en Perú, consiguiendo así fluidez, también, en español.
Desde pequeña hacia, junto con sus padres y hermanos, presentaciones musicales, llegando a grabar un CD "O Trem do Arco-Iris" con músicas infantiles en portugués y partes en inglés.

## Carrera
Influenciada por su familia paterna heredó el gusto por la música,y el gusto por las artes por su familia materna. Inició su carrera musical a los 18 años con pequeñas presentaciones en bares y casas de show de Río de Janeiro con el grupo "Familia Blanco" durante dos años ( 2004-2005), gravando más un CD "Familia Blanco - É Natal" (2004).

Meu avô era o meu avô. Ele me ensinou a gostar de Bossa Nova, a pedir a benção e fazer piadas infames.
Lua Blanco, em entrevista para 
o Extra.

Durante la facultad formó su primera banda "Lágrima Flor" con sus compañeros, el nombre fue en homenaje a una de las canciones de su abuelo. Lua era vocalista y compositora.

### 2006—2011: Inicio de la carrera de actriz
Lua empezó en el teatro en 2008 conn el personaje de Isolda en la obra Romeu e Isolda. Ese mismo año debutó también en televisión con una participación en la telenovela Três Irmãs en el papel de Bia, una surfista.
En 2009, de nuevo en el teatro, interpretó a Mariana en O Despertar da Primavera (Spring Awakening),, musical de que ganó su primera versión latina por los consagrados Charles Möeller e Cláudio Botelho. También en el mismo año, participó de la décima-sexta temporada de Malhação interpretando a la roquera Joe y en el segundo semestre del mismo año formó parte del personal de conductores de la TV Globinho (Rede Globo).
En 2010 fue lanzado un CD con las canciones del musical, y participó del programa As Aventuras do Didi (Rede Globo) donde dio vida a varios personajes. Además, regrabó los éxitos del año "A Thousand Miles" (Vanessa Carlton) y"Umbrella" (Rihanna) ambos lanzados en el álbum Relaxing Bossa - Volumen 4.
Al principio del 2011, Lua debutó en la pantalla grande en la película Teus Olhos Meus con el personaje de Talia, bajo dirección de Caio Sóh.

### 2011-2013: Rebeldes
En 2011 firmó contrato con la televisora Rede Record para ser protagonista de la novela Rebelde, interpretando a Roberta Messi, de donde surgió el grupo musical Rebeldes, su personaje era una de los seis integrantes, esto llevó a Lua a dejar su banda "Lágrima Flor". Con Rebeldes recorrió las ciudades de Brasil durante sus shows. La novela tuvo su fin a finales del 2012, después de eso Lua, lejos de la TV se dedicó a los shows de la tour "Nada Pode Nos Parar" que tuvo su último show el día 4 de mayo del 2013 en Minas Gerais, Belo Horizonte.

### 2013-2015: Vuelta al teatro y la televisión
A principios del 2013, Lua grabó un dúo con el cantante João Teles, vocalista de la banda Pietros, cantando y participando del videoclip de la canción "Todo Dia", lanzado en abril. También participó de otro dúo con el cantor Rodrigo Fragoso en la música "Tudo Vai Mudar".
El 27 de febrero, volvió al teatro como Anne en la comedia Stand Up junto a Matheus Souza, que dirigió y escribió la obra. Su éxito hizo que la obra estuviera en carteles una temporada más. En el mismo año, participó del musical As Coisas Que Fizemos e Não Fizemos en el papel de Paula, que contó con la participación de la actriz Giselle Bautista, bajo la dirección y autoría otra vez de Matheus Souza. En julio realizó participaciones especiales en la obra Tudo Por um Popstar , una historia basada en el libro homónimo de Thalita Rebouças, con la adaptación de Gustavo Reiz, dirigida por Pedro Vasconcelos y con dirección musical de Jules Vandystad, donde cantó junto al elenco las músicas "I'm Yours" de Jason Mraz, "Todo Dia", "Meu Jeito, Seu Jeito" de su antigua banda Rebeldes, entre otras.
Lua gravó una canción llamada "Turnaround" especialmente para la banda sonora de la película The Brazilian (A Brasileira), producida por Uri Singer y Fabio Golombek, protagonizada por Fernanda Machado, Greg Tuculescu, Dean Cain, Mariel Hemingway y Scott Rodgers, entre otros.
El 25 de septiembre de 2013, marca su retorno a las telenovelas en Pecado mortal, en la Rede Record, donde interpretó a la dulce y sensata Silvinha. Por la época en que se retrata la trama y por las semejanzas con la actriz que interpretó a su madre, Lua cambió radicalmente su aspecto, dejando de lado los rizos rubios por el castaño oscuro y los cabellos lisos. En inicio de 2014, Lua Blanco fui seleccionada para ser parte del elenco del espectáculo Se Eu Fosse Você – O Musical. A obra es una adaptación de la película de gran éxito en taquilla Se Eu Fosse Você, que también fue adaptado a la televisión. Lua interpretó a Bia, hija de los protagonistas Helena (Cláudia Netto) y Claudio (Nelson Freitas), bajo supervisión artística de Daniel Filho, texto de Flávio Marinho, dirección, coreografía de Alonso Barros y dirección musical de Guto Graça Mello, el estreno fue el día 21 de marzo de 2014, en la ciudad do Río de Janeiro, y el día 15 de agosto de 2014, en São Paulo. En septiembre, grabó el videoclip de la música "Fall My Way", en Copacabana, con el cantor Kevin White. En octubre, inició el rodaje de la película Turbulencia, comedia romántica dirigida por Tiago Venâncio y filmada casi en su totalidad en la región sur de Río de Janeiro, en ciudades como Resende, Volta Redonda e Itatiaia , Turbulencia fue lanzado oficialmente recién el 15 de septiembre de 2016 en cines de esa misma región. En ella Lua interpreta a una de los cuatro protagonistas, Paula, la temperamental mejor amiga de Agatha (Monique Alfradique).

### 2015 - Actualmente: Primer álbum
El 2 de diciembre de 2015, Lua lanzó un sencillo promocional "Eu e o Tempo" y un e-book autobiográfico, para promover o lanzamiento do su primer álbum. Un tiempo después comenzó una campaña en la plataforma da Banque, donde vendía su CD solo autografiado, la versión deluxe, cuadernos, auriculares, protectores de celular, etc. Con el dinero recaudado se financió su primera gira.
El 25 del mismo mes, como regalo de Navidad para sus fanes, liberó un segundo single promocional "O Mundo Todo".
Ya en 2016, el 27 de febrero lanzó su primer sencillo oficial "Perde Tudo". Un mes después, el 5 de marzo se encerró la campaña con un 102% del total desado.
El 21 de marzo, comenzó con la entrega de los productos adquiridos durante la campaña, la versión digital de su primer álbum de estudio llamado "Mão No Sonho". El CD cuenta con participaciones de sus hermanos, Estrela Blanco (enlace roto disponible en Internet Archive; véase el historial, la primera versión y la última)., Daniel Blanco, Pedro Sol, Ana Terra e Marisol Blanco en el estribillo de la canción "Gosto do Amanhã", de su excompañero de banda Micael Borges en la música "Vem Não Vem" y del cantante Gugu Peixoto en "Tanto". El 21 de mayo, Lua dio inicio a su primera tour solo, "Mão No Sonho Tour" en la ciudad de Río de Janeiro, sin que se divulgaran más fechas. Ya en septiembre, lanzó en todas las plataformas digitales oficialmente o CD “Mão No Sonho" y el 14 de octubre se lanzó oficialmente.

## Trayectoria

### Televisión
| Telenovelas/ Series | Telenovelas/ Series | Telenovelas/ Series          | Telenovelas/ Series  | Telenovelas/ Series | Telenovelas/ Series |
| Año                 | Nombre              | Personaje                    | Notas                | Canal               | Ref.                |
| ------------------- | ------------------- | ---------------------------- | -------------------- | ------------------- | ------------------- |
| 2008                | Três Irmãs          | Lua (Luana)                  | Personaje secundario | Rede Globo          | [ 6 ]               |
| 2009                | Malhação            | Joe                          | Personaje secundario | Rede Globo          | [ 6 ]               |
| 2011-12             | Rebelde             | Roberta Messi                | Protagonista         | Rede Record         | [ 12 ]              |
| 2013-14             | Pecado Mortal       | Silvia De Almeida (Silvinha) | Personaje secundario | Rede Record         | [ 19 ]              |
| 2017                | A Força do Querer   | Anita                        | Personaje secundario | Rede Globo          | [ 25 ]              |

| Programas | Programas            | Programas                 | Programas              | Programas   | Programas |
| Año       | Título               | Personaje                 | Notas                  | Canal       | Ref.      |
| --------- | -------------------- | ------------------------- | ---------------------- | ----------- | --------- |
| 2004      | Xuxa Dance           | -                         | -                      | Rede Globo  |           |
| 2009      | TV Globinho          | Ella misma                | Conductora             | Rede Globo  | [ 8 ]     |
| 2010      | Aventuras do Didi    | Grace y otros personajens | -                      | Rede Globo  | [ 6 ]     |
| 2012      | Rebeldes para Sempre | Ella misma                | Especial de Fin de Año | Rede Record | [ 26 ]    |

### Cine
| Películas | Películas       | Películas | Películas | Películas |
| Año       | Película        | Personaje | Ref       |           |
| --------- | --------------- | --------- | --------- | --------- |
| 2011      | Teus Olhos Meus | Taila     | [ 11 ]    |           |
| 2016      | Turbulência     | Paula     | [ 23 ]    |           |
| 2017      | Ela É O Cara    | Renata    |           |           |

### Teatro
| Teatro      | Teatro                              | Teatro                                 | Teatro | Teatro |
| Año         | Obra                                | Personaje                              | Ref    |        |
| ----------- | ----------------------------------- | -------------------------------------- | ------ | ------ |
| 2008        | Romeu & Isolda                      | Isolda                                 | [ 6 ]  |        |
| 2009 - 2010 | O Despertar da Primavera            | Mariana                                | [ 7 ]  |        |
| 2013        | Stand Up                            | Anne                                   | [ 16 ] |        |
| 2013        | As Coisas Que Fizemos e Não Fizemos | Paula                                  | [ 18 ] |        |
| 2013        | Tudo Por Um Pop Star                | Participación especial como ella misma |        |        |
| 2014        | Se Eu Fosse Você, O musical         | Bia                                    | [ 20 ] |        |
| 2014        | Deu Branco                          | Participación especial como ella misma | [ 27 ] |        |
| 2015        | 5 contra nem 1                      | Participación especial como ella misma |        |        |
| 2015 - 2016 | Primeiro Sinal                      | Nina                                   |        |        |
| 2017        | American Idiot                      | -                                      |        |        |

### Internet
| Web               | Web                | Web                              | Web     | Web |
| Ano               | Título             | Nota                             | Canal   |     |
| ----------------- | ------------------ | -------------------------------- | ------- | --- |
| 2015 - actualidad | Lua Blanco Oficial | "Videoblog" "No Estúdio com Lua" | YouTube |     |

## Discografía
Discografía|Rebeldes
Álbumes de estudio
- 2011: Rebeldes
- 2012: Meu Jeito, Seu Jeito

Álbuns ao vivo
- 2012: Rebeldes - Ao vivo

DVD
- 2012: Rebeldes - Ao vivo

## Premios y reconocimientos
| Año  | Premio                       | Categoría                 | Indicación               | Resultado | Ref           |
| ---- | ---------------------------- | ------------------------- | ------------------------ | --------- | ------------- |
| 2011 | Capricho Awards              | Cantora Nacional          | Rebeldes                 | Ganadora  | [ 28 ]        |
| 2011 | Capricho Awards              | Melhor Atriz Nacional     | Roberta Messi en Rebelde | Ganadora  | [ 29 ]        |
| 2011 | Capricho Awards              | Melhor Beijo De Ficação   | Roberta Messi en Rebelde | Ganadora  | [ 29 ]        |
| 2011 | Capricho Awards              | Casal Real                | Roberta Messi en Rebelde | Ganadora  | [ 30 ]        |
| 2011 | Brasil UOL PopTevê           | Atriz Revelação           | Roberta Messi en Rebelde | Ganadora  | [ 31 ]        |
| 2011 | Prêmio Extra de Televisão    | Revelação Feminina        | Roberta Messi en Rebelde | Nominada  | [ 32 ] [ 33 ] |
| 2012 | Prêmio Contigo! de TV        | Revelação da TV           | Roberta Messi en Rebelde | Nominada  | [ 34 ]        |
| 2012 | Meus Prêmios Record          | Melhor Atriz Adolescente  | Roberta Messi en Rebelde | Ganadora  | [ 35 ]        |
| 2012 | Prêmio Arte Qualidade Brasil | Atriz Revelação           | Roberta Messi en Rebelde | Nominada  | [ 36 ]        |
| 2012 | Meus Prêmios Nick            | Atriz Favorita            | Roberta Messi en Rebelde | Nominada  | [ 37 ]        |
| 2012 | Melhores Do Ano NT           | Melhor Atriz Adolescente  | Roberta Messi en Rebelde | Ganadora  | [ 38 ]        |
| 2012 | Prêmio Extra de Televisão    | Ídolo Teen                | Roberta Messi en Rebelde | Nominada  | [ 39 ]        |
| 2012 | Capricho Awards              | Melhor Beijo da Ficção    | Roberta Messi en Rebelde | Ganadora  | [ 40 ]        |
| 2012 | Capricho Awards              | Cantora Nacional          | Rebeldes                 | Ganadora  | [ 40 ]        |
| 2013 | Shorty Awards                | Brazil                    | Ella Mesma               | Nominada  | [ 41 ]        |
| 2013 | Shorty Awards                | Future Celebrity          | Ella Mesma               | Nominada  | [ 42 ]        |
| 2013 | Troféu Imprensa              | Melhor Atriz de Novela    | Roberta Messi en Rebelde | Nominada  | [ 43 ]        |
| 2013 | Trans Brasil TV              | Melhor Atriz/Cantora      | Ela Mesma                | Ganadora  | [ 44 ]        |
| 2013 | Premio Jovem                 | Melhor Clipe              | Ela Mesma                | Ganadora  | [ 45 ]        |
| 2013 | Login Teen Awards            | Instagram Favorito        | Ela Mesma                | Ganadora  | [ 46 ]        |
| 2014 | Shorty Awards                | Brazil                    | Ela Mesma                | Nominada  | [ 41 ]        |
| 2014 | Shorty Awards                | Actress                   | Ela Mesma                | Nominada  | [ 47 ]        |
| 2014 | Shorty Awards                | Celebrity                 | Ela Mesma                | Nominada  | [ 48 ]        |
| 2014 | Shorty Awards                | Singer                    | Ela Mesma                | Nominada  | [ 49 ]        |
| 2014 | Shorty Awards                | Music                     | Ela Mesma                | Nominada  | [ 50 ]        |
| 2014 | Shorty Awards                | Instagrammer              | Ela Mesma                | Nominada  | [ 51 ]        |
| 2014 | Shorty Awards                | Vox Populi                | Ela Mesma                | Ganadora  | [ 52 ]        |
| 2014 | Premio Jovem                 | Jovem do Ano              | Ela Mesma                | Ganadora  | [ 53 ]        |
| 2015 | Shorty Awards                | Brazil                    | Ella Mesma               | Nominada  | [ 54 ]        |
| 2015 | Premio Jovem                 | Melhor Espetáculo Teatral | Primeiro Sinal           | Ganadora  | [ 55 ]        |
| 2015 | Premio Jovem                 | Melhor Twitter            | @lua_blanco              | Nominada  | [ 55 ]        |
| 2015 | Premio Jovem                 | Jovem do ano              | Ella Mesma               | Nominada  | [ 55 ]        |
| 2015 | Premio Jovem                 | Melhor Atriz              | Ella Mesma               | Nominada  | [ 55 ]        |
| 2015 | Premio Jovem                 | Melhor Cantora            | Ella Mesma               | Nominada  | [ 55 ]        |